# Милзкалне (остановочный пункт)
Ми́лзкалне (латыш. Milzkalne) — остановочный пункт на территории Смардской волости Энгурского края на 61 километре электрифицированной линии Торнякалнс — Тукумс II. Открыт в 1959 году.
В Милзкалне останавливаются все электропоезда, следующие по линии. Пассажирский павильон, существующий на данный момент, построен в 1959 году. Касса на остановочном пункте закрыта в начале 2000 гг. Расстояние до предыдущей станции — Смарде — от остановки Милзкалне составляет приблизительно 7 км (5 — 6 мин в пути). Следующая станция на линии — Тукумс I, расстояние до которой — около 4 км (4 мин в пути). Ближайший населённый пункт — посёлок Милзкалне, до которого от платформы — примерно 1 км. Вокруг остановки располагаются сельскохозяйственные угодья.

## Галерея

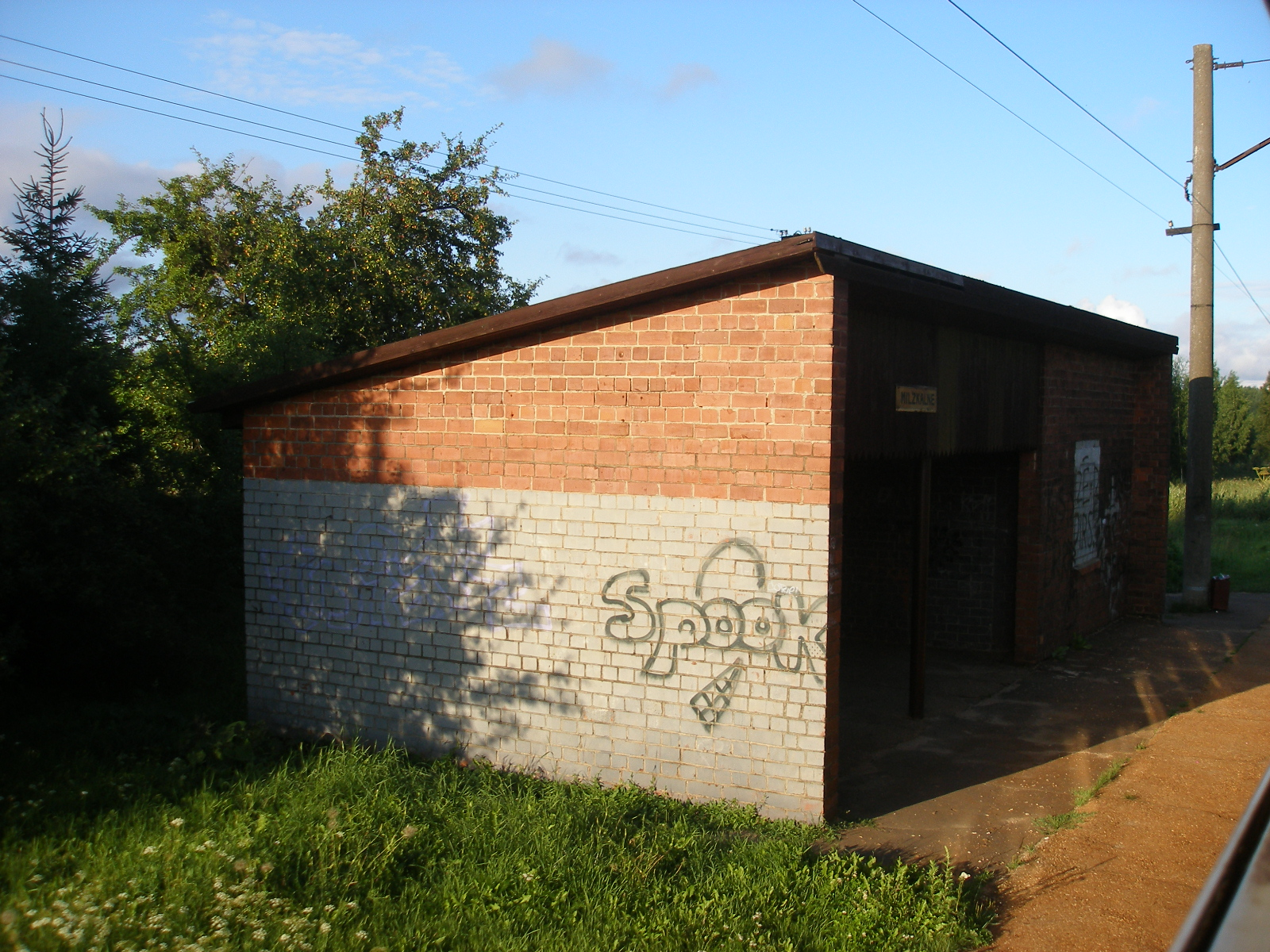
Пассажирский павильон. Июль 2011 года
Общий вид. Апрель 2016 года